# Торрокс
Торрокс (ісп. Torrox) — муніципалітет в Іспанії, у складі автономної спільноти Андалусія, у провінції Малага. Населення — 17 303 особи (2010).
Муніципалітет розташований на відстані близько 410 км на південь від Мадрида, 41 км на схід від Малаги.
На території муніципалітету розташовані такі населені пункти: (дані про населення за 2010 рік)
- Уїт: 156 осіб
- Торрокс: 6531 особа
- Торрокс-Коста: 10616 осіб

## Демографія
Динаміка населення (INE ):

## Персоналії
- Рауль Баена (* 1989) — іспанський футболіст.

## Галерея зображень

Розташування муніципалітету у провінції Малага
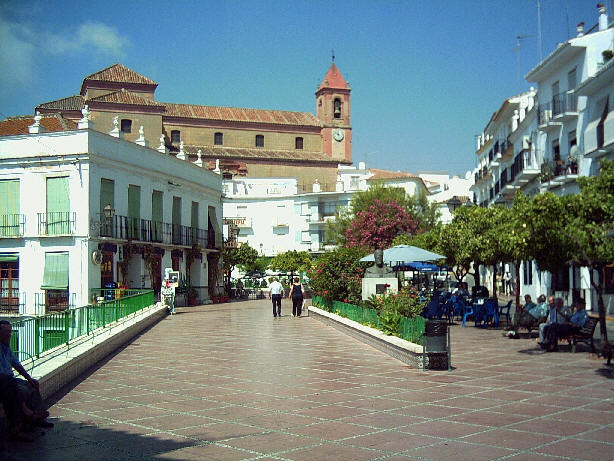
Площа Конституції
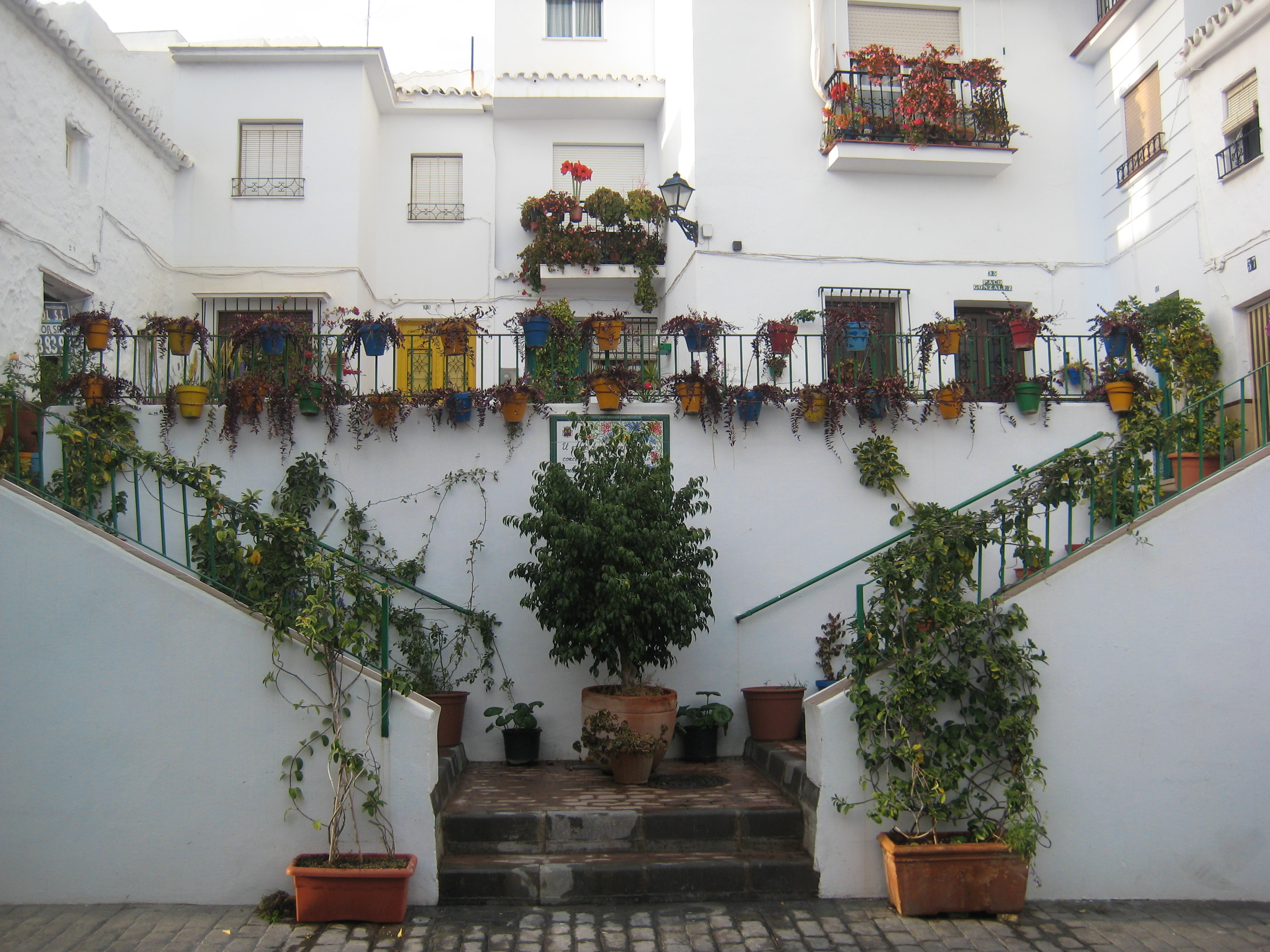
Типова вулиця
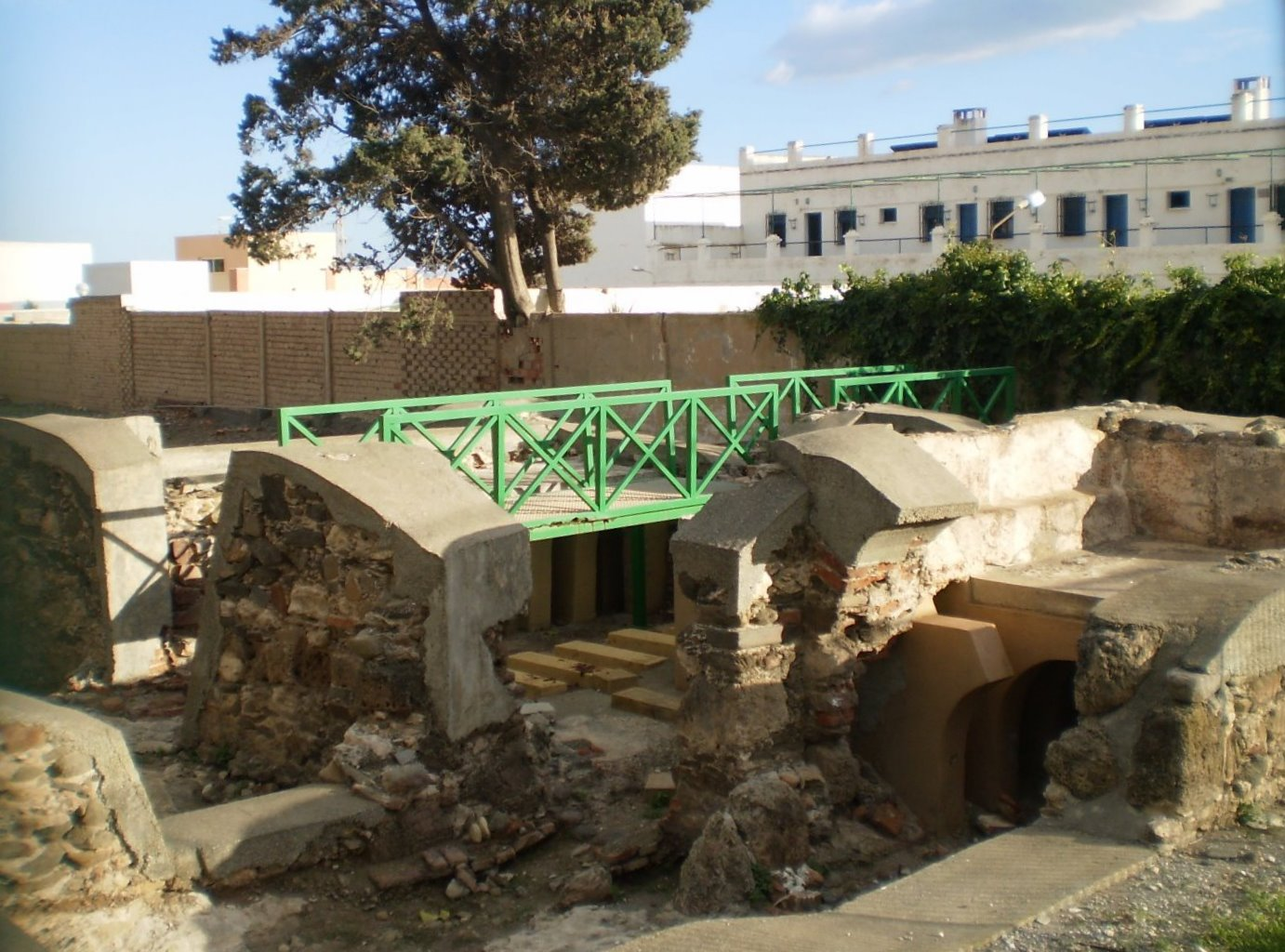
Римські лазні, Торрокс
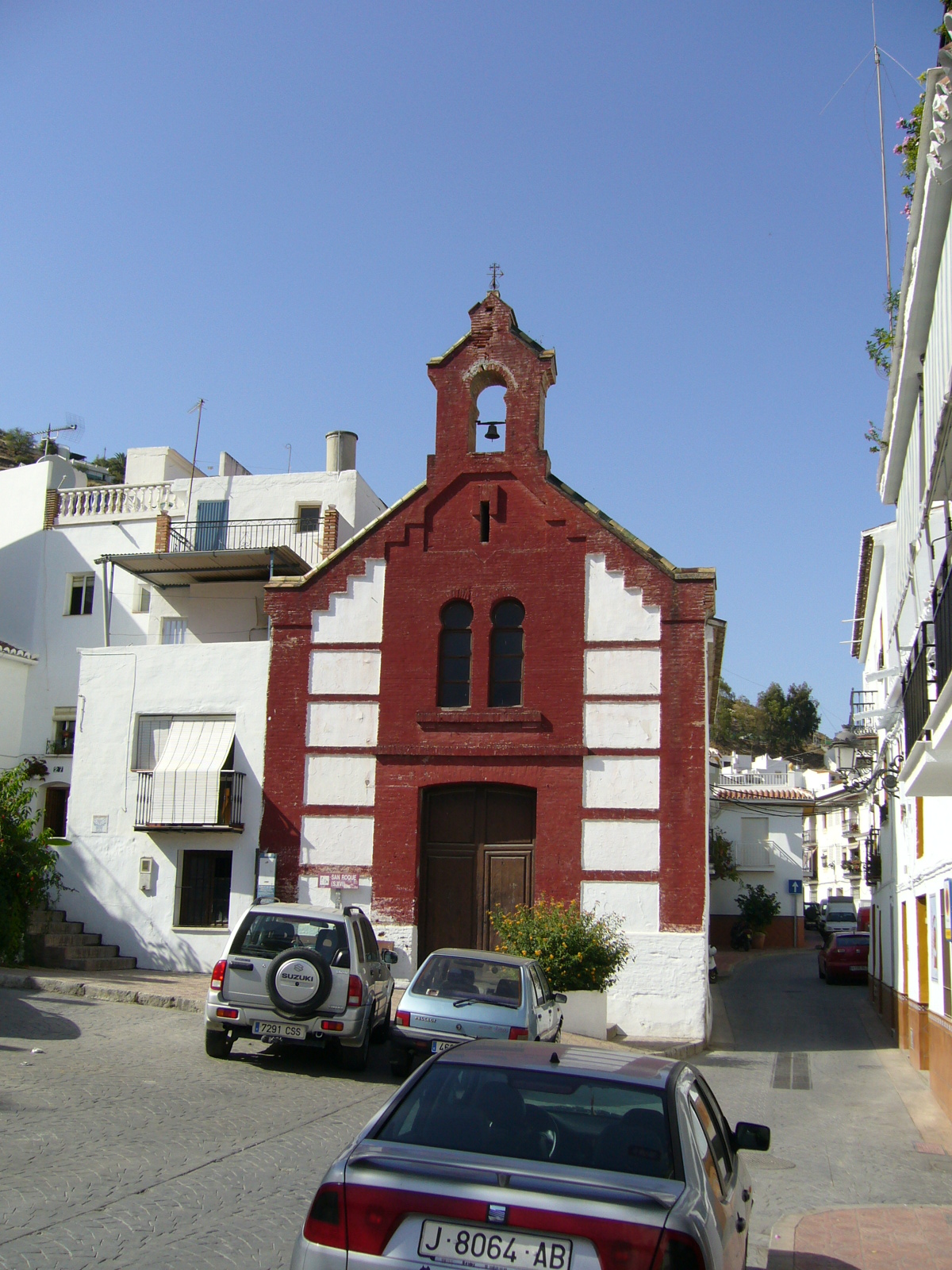
Церква Сан-Роке
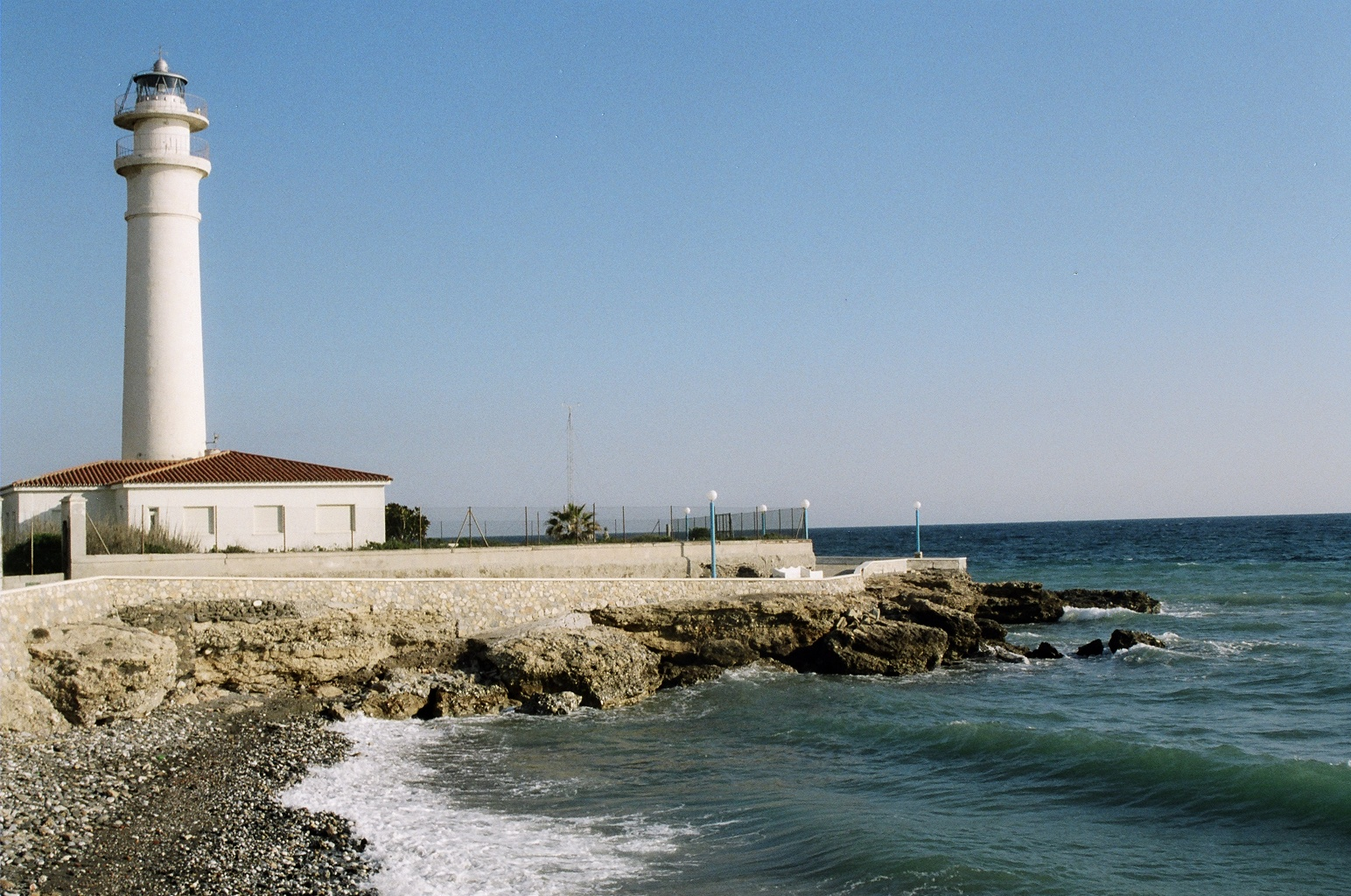
Маяк у місті Торрокс
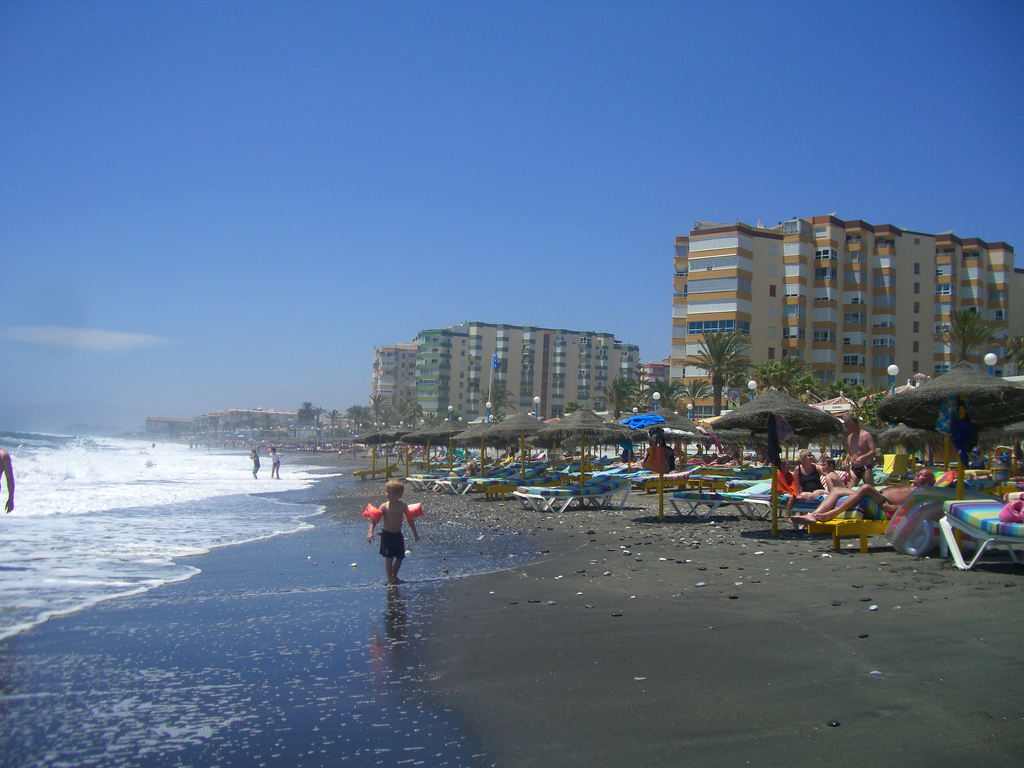
Пляж Торрокс-Коста
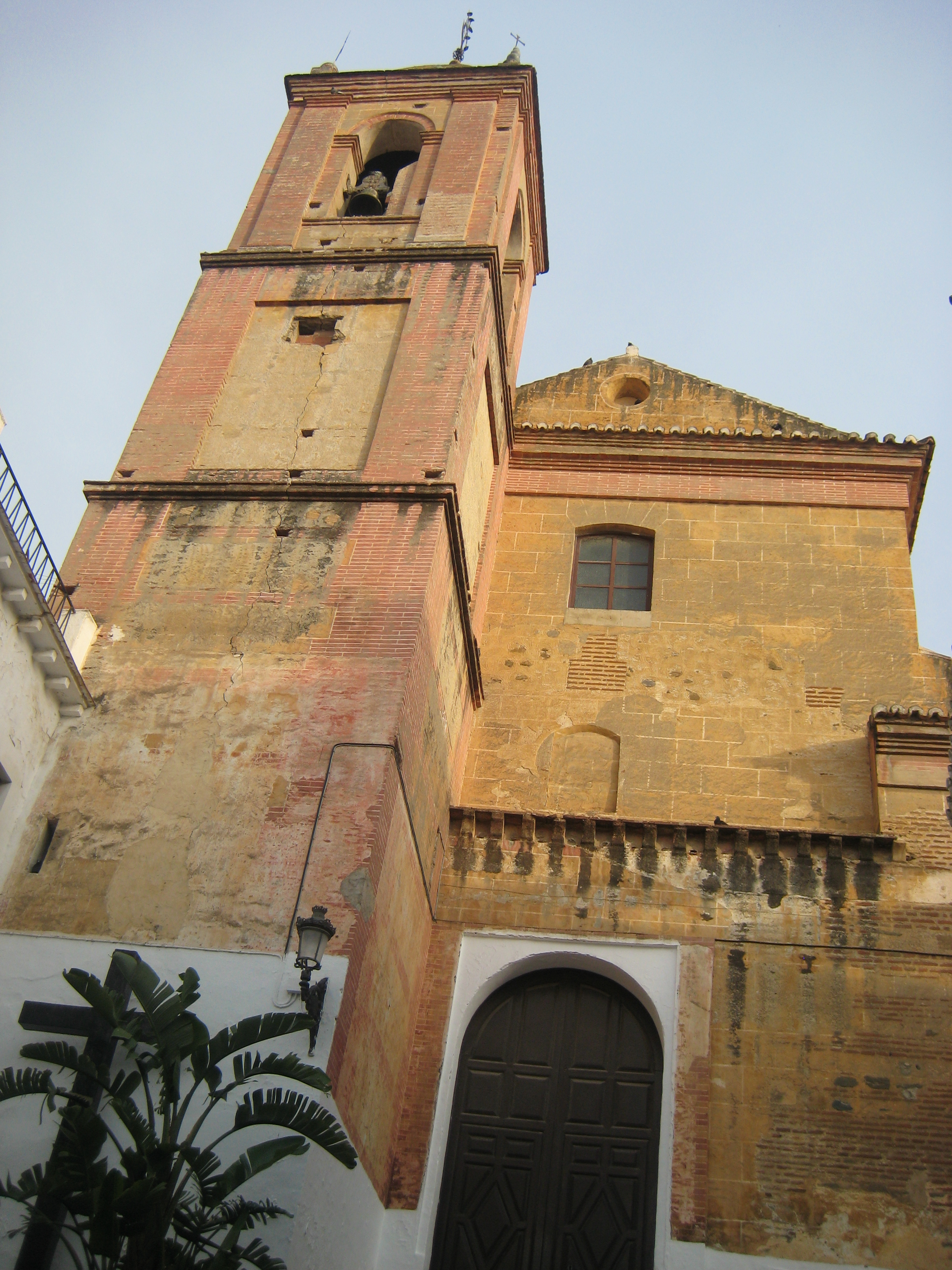
Церква Нуестра-Сеньйора-де-ла-Енкарнасьйон